# الدوري القطري 1980–81
إحصائيات دوري نجوم قطر في موسم 1980-81.

## نظرة عامة
فاز السد بالبطولة.